# خاک مسلح
تحکیم خاک (به انگلیسی: Soil Nailing) یکی از تکنیک‌های تسلیح خاک است که در پروژه‌های ژئوتکنیکی به کار می‌رود و اغلب به منظور رسیدن به اهداف زیر مورد استفاده قرار می‌گیرد:
- تثبیت و پایداری شیب‌های طبیعی
- بازسازی دیوارهای نگاهدارنده
- بازسازی دیوارهای MSE  که عناصر مسلح آن دچار خوردگی شده‌اند.

توضیح: دیوارهای MSE-  Mechanically stabilized earth دیوارهای خاکی مسلحی هستند که تکنیک اجرایی آن با Soil Nailingها متفاوت است و کاربردهای اجرایی دیگری دارد.
- نگاهداشت موقت خاک جهت خاکبرداری بیشتر
- تثبیت  جانبی تونل‌ها

در سیستم Soil nailing جهت تسلیح خاک از میلگردهای مخصوص در کنار سیستم حفاظت در برابر خوردگی در خاک استفاده می‌شود. دوغاب مخصوصی نیز جهت ایجاد یک پوشش محیط کننده مورد استفاده قرار می‌گیرد. همچنین در این تکنیک نیاز به مصالح خاصی جهت زهکشی آب داریم. در نهایت برای پوشش سیستم از بتن‌پاشی (شاتکریت) استفاده می‌شود.
شایان ذکر است که جهت ایجاد یک اتصال و به هم پیوستگی قابل قبول میان میلگرد فولادی و پوشش بتنی نیاز به نوعی کلاهک اتصالی داریم.